# Telothyria hamata
Telothyria hamata là một loài ruồi trong họ Tachinidae.